# Vecchio cimitero di Latovetere
Il cosiddetto vecchio cimitero è una chiesa altomedievale conservata come rudere a Latovetere, rione del centro storico di Montesarchio. 

## Storia e descrizione

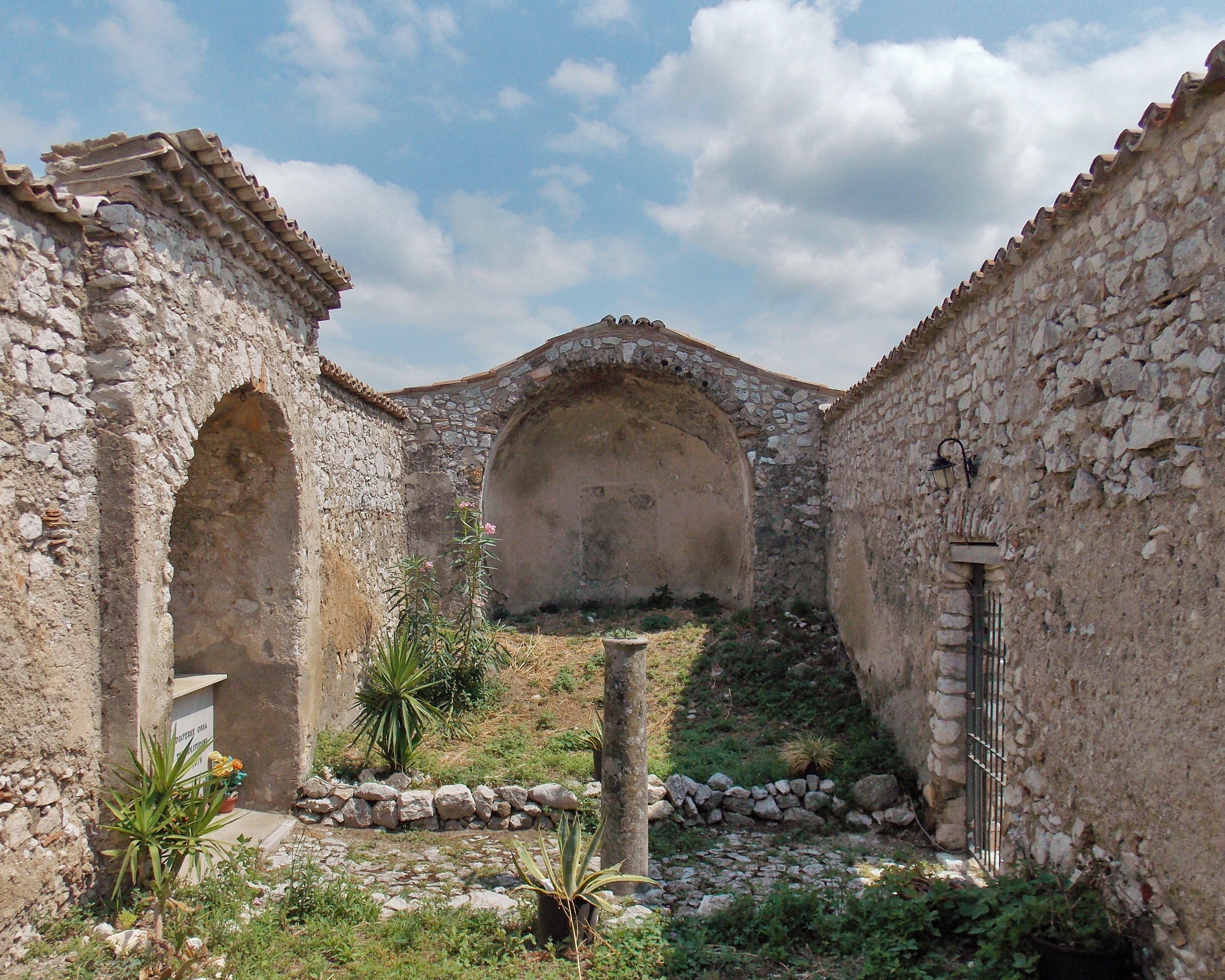
L'interno

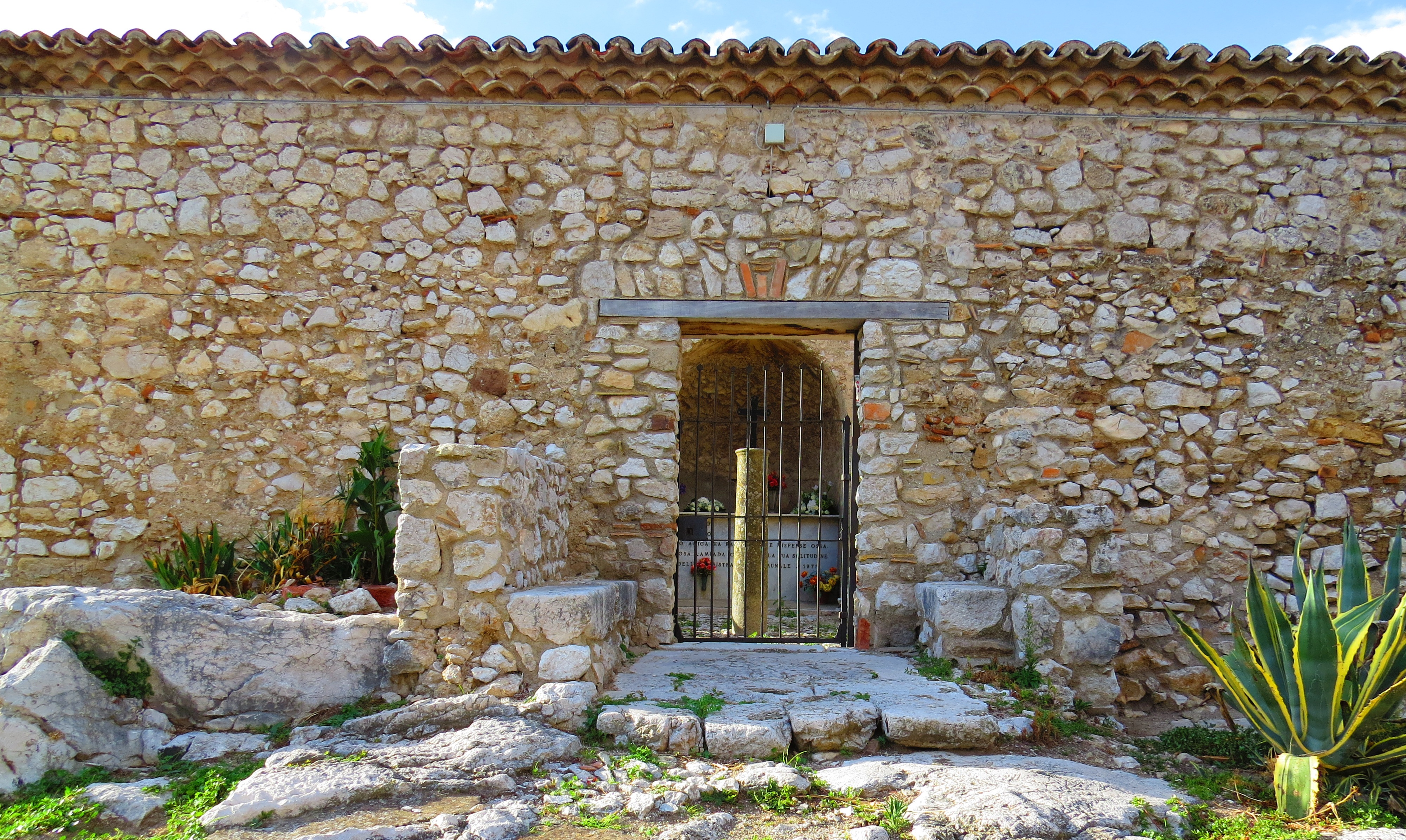
La porta d'accesso

La denominazione usata attualmente è dovuta all'utilizzo che si è fatto dell'area della chiesa, in tempi successivi alla sua dismissione. L'edificio sacro, infatti, già nel 1712 aveva perso il tetto ed era chiamato «Cimitero dei Vergini». Era una partinenza dell'abbazia di San Nicola di Latovetere, che in tale luogo trasferiva i corpi dei defunti, dopo che essi si erano decomposti nelle fosse sotto l'abbazia stessa. L'ente religioso perse il possesso di tale cimitero nel XIX secolo, in favore del comune di Montesarchio.
L'edificio ecclesiastico è stato esaminato da Luigi R. Cielo. Di esso non sono note la denominazione originaria né la data di costruzione, però è plausibile che sia stato la prima chiesa ad uso del borgo arroccato di Latovetere. Quest'ultimo si formò con tutta probabilità fra il IX e il X secolo, in età longobarda: in tale periodo gli abitanti di Caudium cercarono gradualmente rifugio in un luogo sopraelevato, condannando alla scomparsa il precedente abitato.
La chiesa è ubicata all'estremità settentrionale del borgo di Latovetere, costruita direttamente sulla roccia. È un edificio dalle dimensioni contenute, che segue uno schema comune per l'epoca: una pianta approssimativamente rettangolare con l'abside in fondo, sul lato orientale. Un'abside minore si trova al centro del muro settentrionale; esattamente di fronte ad essa è la piccola porta d'accesso, volta verso il borgo. Le murature sono grezze, costituite di blocchi calcarei che solo nella parete settentrionale si trovano organizzati in ricorsi orizzontali.